# The Train
The Train is een Frans-Italiaans-Amerikaanse oorlogsfilm uit 1964 onder regie van John Frankenheimer.

## Verhaal
In de zomer van 1944 staan de geallieerden op het punt Parijs te bevrijden. De Duitse kolonel Von Waldheim wil daarom de grootste Franse kunstschatten per trein naar Duitsland laten overbrengen. Het verzet krijgt vanuit Londen de opdracht om daar een stokje voor te steken. Ze moeten het transport saboteren, maar de kunstschatten mogen geen averij oplopen. De Franse verzetsstrijder Labiche heeft de leiding over die missie.

## Rolverdeling
| Acteur           | Personage        |
| ---------------- | ---------------- |
| Burt Lancaster   | Labiche          |
| Paul Scofield    | Von Waldheim     |
| Jeanne Moreau    | Christine        |
| Suzanne Flon     | Juffrouw Villard |
| Michel Simon     | Papa Boule       |
| Wolfgang Preiss  | Herren           |
| Albert Rémy      | Didont           |
| Charles Millot   | Pesquet          |
| Richard Münch    | Von Lubitz       |
| Jacques Marin    | Jacques          |
| Paul Bonifas     | Spinet           |
| Jean Bouchard    | Schmidt          |
| Donald O'Brien   | Schwartz         |
| Jean-Pierre Zola | Octave           |
| Arthur Brauss    | Pilzer           |

## Nominaties
| Jaar | Prijs                                     | Genomineerde(n)            | Uitslag     |
| ---- | ----------------------------------------- | -------------------------- | ----------- |
| 1964 | BAFTA voor beste film                     | John Frankenheimer         | Genomineerd |
| 1965 | Oscar voor beste oorspronkelijke scenario | Frank Davis, Franklin Coen | Genomineerd |